# Burnik
Burrnik en albanais et Burnik en serbe latin (en serbe cyrillique : Бурник) est une localité du Kosovo située dans la commune/municipalité de Ferizaj/Uroševac, district de Ferizaj/Uroševac (Kosovo) ou district de Kosovo (Serbie). Selon le recensement kosovar de 2011, elle compte 46 habitants, tous albanais.

## Histoire
Sur le territoire du village se trouve le site de Kalaja, qui remonte à l'Antiquité tardive ; mentionné par l'Académie serbe des sciences et des arts, il est inscrit sur la liste des monuments culturels du Kosovo.

## Démographie

### Évolution historique de la population dans la localité
| 1948 | 1953 | 1961 | 1971 | 1981 | 1991 | 2011 |
| ---- | ---- | ---- | ---- | ---- | ---- | ---- |
| 355  | 398  | 442  | 450  | 398  | 530  | 46   |

|  |